# JMACS
JMACS株式会社（ジェイマックス、英: JMACS Japan Co.,Ltd.）は、各種ケーブル製品（主に通信関連分野、消防用ケーブルも手がける）を製造・販売する会社。日本電線工業会加盟企業である。

## 概要
計装・制御用主体の電線では中堅、警報用電線では大手の一角。コンピュータ用は大手へのOEM供給が主軸。創立50年を機に社名を、made in Japan のＪ、Machine ＆ MedicalのＭ、AutomationのＡ、CombinationのＣ、System、SolutionのＳの5文字から取って改称したもの。

## 沿革
- 1965年（昭和40年）3月10日 - 創業者である植村博により、日本電線工業株式会社を設立。（資本金100万円)
- 1983年（昭和58年）7月15日 - 兵庫工場を開設。(現：社物流センター）
- 1987年（昭和62年）12月10日 - 店頭登録（東京・大阪）により株式を公開。
- 1989年（平成元年）2月20日 - 大阪証券取引所新2部上場。
- 1989年（平成元年）8月1日 - 東条工場を開設。（現：兵庫工場 第一工場）
- 1996年（平成8年）1月1日 - 大阪証券取引所2部指定替え。
- 2009年（平成21年）4月1日 - 東条工場に兵庫工場の生産設備を集約統合し、兵庫工場へ呼称変更を行い、旧兵庫工場を社物流センターとし、物流拠点を整備。
- 2012年（平成24年）12月 - 大阪工場の生産設備を兵庫工場に集約統合し、閉鎖。
- 2013年（平成25年）7月16日 - 大阪証券取引所と東京証券取引所の現物株市場統合に伴い、東京証券取引所2部に上場。
- 2015年（平成27年）9月1日 - 事業の多角化と創立50周年を機に、JMACS株式会社に社名変更。

## 主力製品・事業
- 計装・制御用電線
  - 警報用電線